# M60 (пулемёт)
7,62-мм пулемёт М60 (официальное обозначение — Machine gun, 7.62 mm, M60) — американский единый пулемёт, разработанный в послевоенные годы и принятый на вооружение Армии и Корпуса морской пехоты в 1957 году. За недостатки конструкции и внешний вид получил прозвище англ. the pig — «свинья».
Несмотря на то, что с 1980-х годов начался процесс вытеснения М60 более совершенными пулемётами, такими как M240 бельгийской разработки, это оружие до сих пор выпускается и довольно широко используется, хотя и преимущественно на «вторых ролях».
С точки зрения конструкции в основном представлял собой гибрид двух систем немецкой разработки периода Второй мировой войны — автоматической винтовки FG-42 (автоматика перезаряжания с газовым двигателем) и пулемёта MG 42 (лентопротяжный механизм).
Основной изготовитель — компания Saco Defense.

## История создания
История использования пулемётов в вооруженных силах США начинается в годы войны Севера и Юга. В годы Второй мировой войны американская пехота так и не получила на вооружение удачной модели пулемёта; имевшиеся на вооружении пулемёты, в частности — Браунинга образцов 1917, 1918 и 1919 годов и Джонсона образца 1941 года, представляли собой либо сильно устаревшие, либо просто неудачные образцы. Тем большим был интерес, с которым американская армия смотрела на новейшие немецкие разработки в этой области (впрочем, как и армии других стран, столкнувшихся с военной машиной Третьего Рейха).

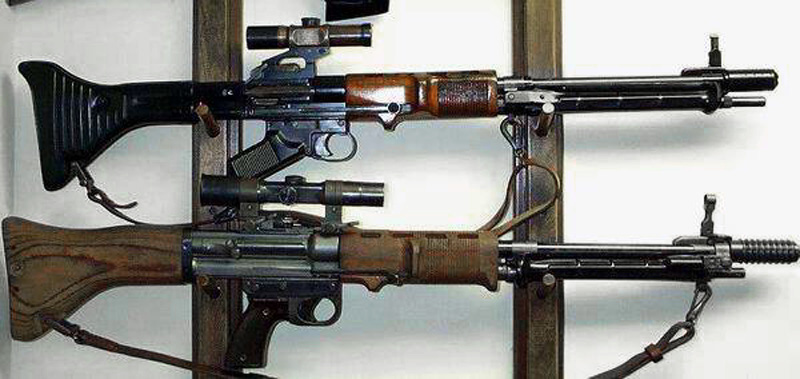
«Винтовка парашютиста» FG-42.

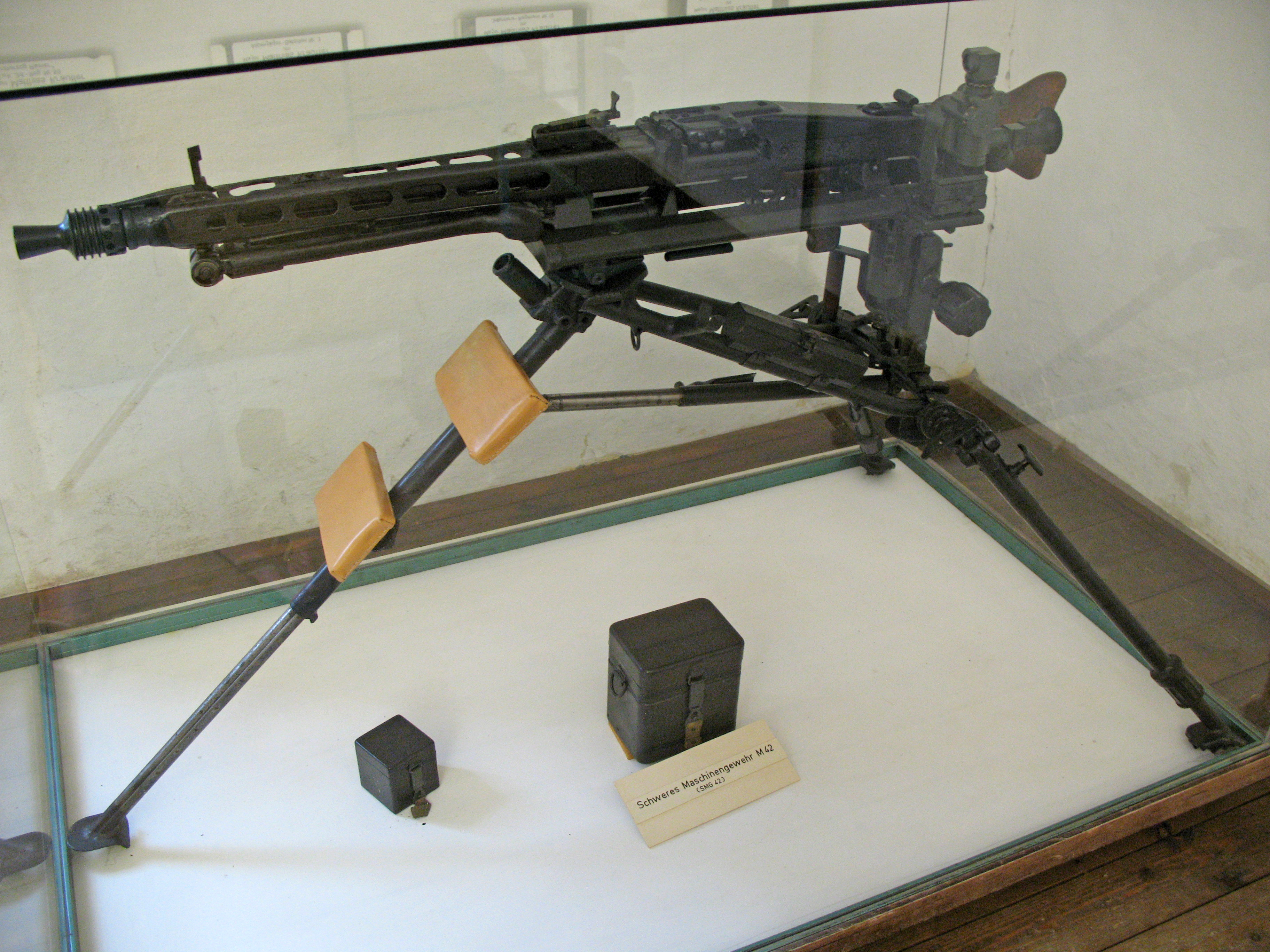
Пулемёт MG 42.

В довоенные годы в Германии была создана концепция «единого» пулемёта, пригодного как на роль ручного, так и для стрельбы с самых различных станковых установок.
В годы войны в соответствии с ней был создан пулемёт MG 42, в своё время бывший своего рода эталоном для этого вида оружия.
Кроме того, на вооружение воздушно-десантных войск была принята «винтовка десантника» FG-42 (несмотря на сходство индексов с MG 42, это было совершенно иное по конструкции оружие), которая по сути представляла собой стреляющий с сошек лёгкий ручной пулемёт, который можно было использовать также в качестве самозарядной винтовки. Оба образца вызвали пристальное внимание американских военных.
Ещё до окончания боевых действий занимавшаяся до войны выпуском автомобильных запчастей для General Motors фирма Saginaw Steering Gear предприняла попытку конверсии MG 42 под американский стандартный винтовочно-пулемётный патрон 7,62×63 мм, но они окончились неудачей из-за значительной разницы в размерах боеприпасов (американский патрон был намного крупнее, чем немецкий 7,92-мм).
После войны американцы, тщательно изучив немецкий опыт, приступили к созданию собственного «единого» пулемёта, при этом в качестве отправной точки были взяты именно упомянутые выше MG 42 и FG-42.
Первым опытным образцом был появившийся в 1946 году T44 под тот же 7,62×63 мм, от FG-42 он унаследовал всю работу автоматики, в частности — газовый двигатель с нижним расположением поршня и поворотный затвор, механизм же подачи ленты был скопирован с MG 42, с той лишь разницей что вместо горизонтального её движение стало вертикальным, снизу-вверх, а сам лентопротяжный механизм располагался на левой стороне затворной коробки — это было прямым наследием FG-42, у которой магазин располагался слева (по имеющейся информации, существовал также и ещё немецкий прототип FG-42 с аналогичным ленточным питанием).
В связи с грядущим принятием на вооружение нового «уменьшенного» патрона 7,62×51 мм НАТО (Т65) в 1948 году работы по Т44 были прекращены, хотя и дальнейшие разработки некоторое время всё ещё велись под старый боеприпас. Новый прототип, Т52, находился в разработке с 1947 по 1952 год. От вертикального движения ленты в нём уже отказались, приведя компоновку лентопротяжного механизма в полное соответствие с MG 42.
После 1952 года работы были продолжены над одним из его вариантов — T52E3, но под другим обозначением — T161. Указанные модели внешне ничем не отличались друг от друга, разница заключалась в технологии производства, — T52 и его модификации выпускались на заводе «Бридж» в Филадельфии, T161 на заводе «Инлэнд» в Дейтоне, — смена индекса преследовала целью выявить причину неудовлетворительных эксплуатационных отзывов, крылась ли она в исходно неудачной конструкции пулемёта или же была обусловлена различием набора технологических операций завода-изготовителя. Третья опытная модификация этого оружия, T161E1, была принята на вооружение под официальным обозначением machine gun, 7.62mm, M60 в 1957 году.

## Особенности конструкции
Представляет собой автоматическое оружие, построенное по схеме с газовым приводом автоматики и запиранием ствола поворотом затвора.
Оригинальная конструкция позволяет штоку и амортизатору двигаться при откате внутрь приклада, что сокращает общую длину пулемёта. Большая ствольная накладка удобна для переноски оружия, а откидные сошки предохраняют руки от ожогов. В качестве вспомогательного инструмента для разборки пулемёта может использоваться обычный патрон.

## История эксплуатации и оценка
Несмотря на использование при разработке передовой для тех лет концепции и двух вполне доброкачественных прототипов, М60 в целом оказался неудачным оружием. В особенной степени это касается его ранних модификаций, испытывавших весьма существенные проблемы с надёжностью.

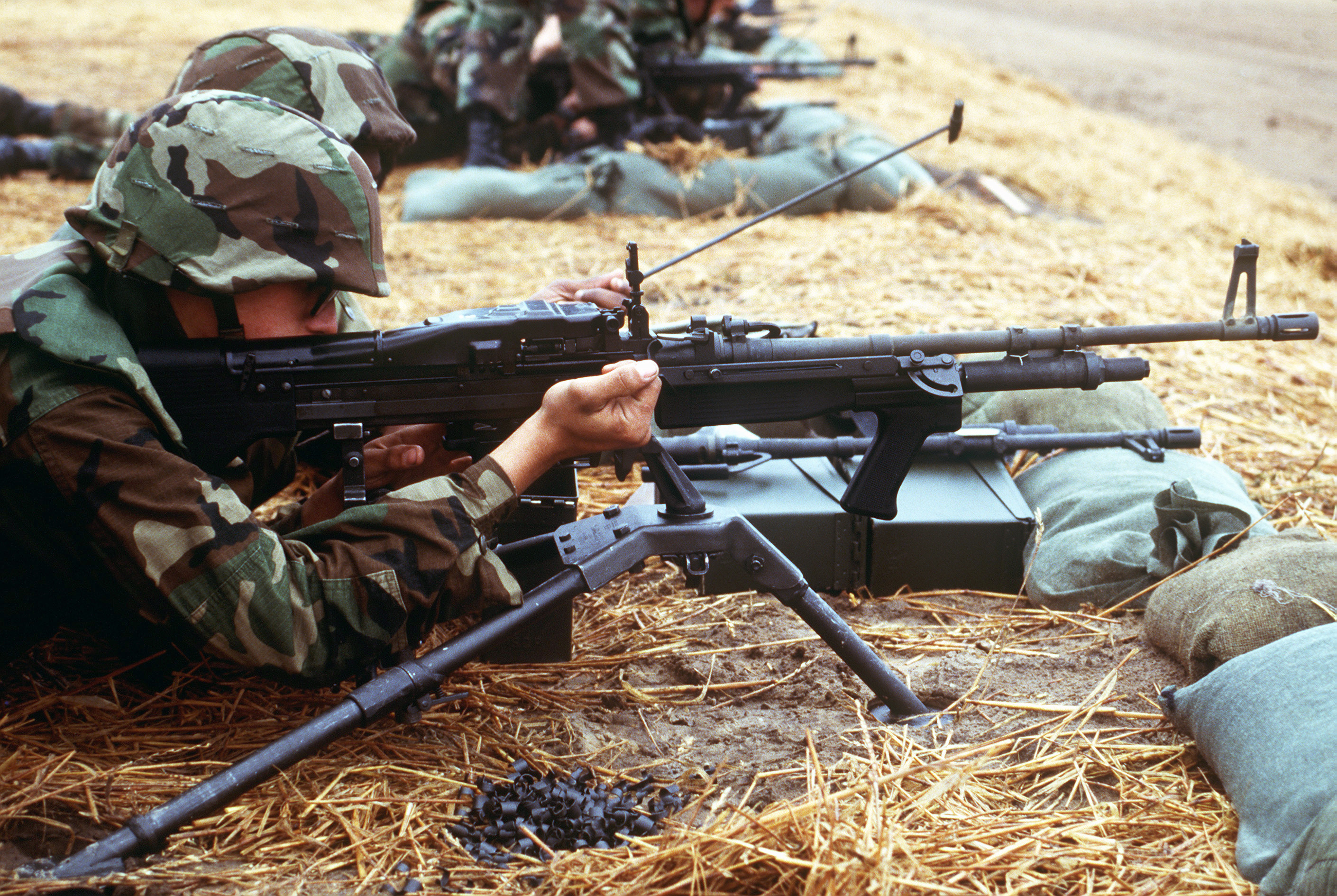
Стрельба из М60 с пехотного станка

Например, газоотводный узел от вибраций при стрельбе «саморазбирался», что вынуждало пулемётчиков дополнительно скручивать его проволокой, а также допускал неправильную сборку. Затворная группа отличалась малым запасом прочности. Изношенное оружие имело склонность к самопроизвольной стрельбе.
Снятие ствола означало отсоединение закреплённых на нём сошек и газового двигателя, что вело к увеличению веса запасных стволов и вынуждало стрелка положить пулемёт на землю или поддерживать, пока второй номер расчёта не вставит новый ствол. Для сравнения, у MG 42 сошки крепились к неподвижному кожуху ствола, а автоматика с коротким ходом ствола исключала из конструкции газоотвод, что позволяло опытному пулемётчику заменить ствол за несколько секунд не меняя при этом положения.
Кроме того, конструкция оружия была чрезмерно облегчена, «сместив» его боевые качества в сторону ручного пулемёта, а не «единого».
В доводке опытного образца вооружения до требований заказчика участвовали специалисты Спрингфилдского арсенала, Абердинского испытательного полигона и Форт-Беннинга. M60 был принят на вооружение в 1956 г. Армии и Корпуса морской пехоты США. За крупные габариты и капризный характер американские солдаты назвали его «свиньёй».
Стоит заметить, что часть недостатков пулемётов M60 вскоре была исправлена в модификации M60E1, выпущенном, правда, лишь в небольшом количестве.

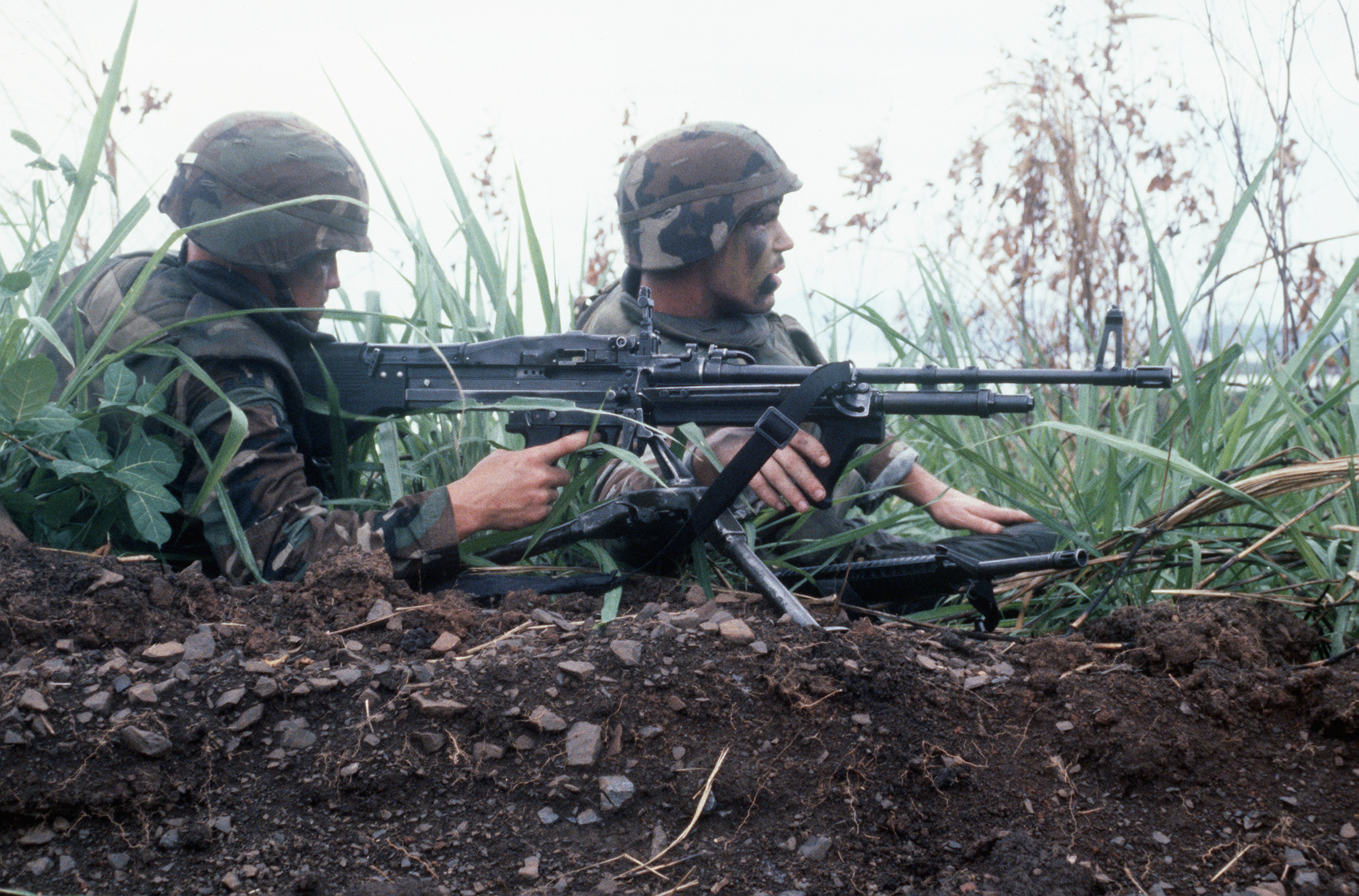
M60E3 — облегчённый вариант.

В дальнейшем компания Saco Defense разработала облегчённый вариант пулемёта, названный М60Е3. В 1983 году пулемёт M60E3 был принят на вооружение ВМФ и корпуса морской пехоты США в качестве 7,62-мм ручного пулемёта. Новый пулемёт должен был улучшить тактические характеристики исходного М60 и предназначался в первую очередь для морской пехоты США, однако единственным реальным улучшением стал более удобный процесс смены стволов, так как рукоятка для переноса оружия была перемещена на ствол, а газовый цилиндр был сделан несъёмным и к нему стали крепиться сошки.

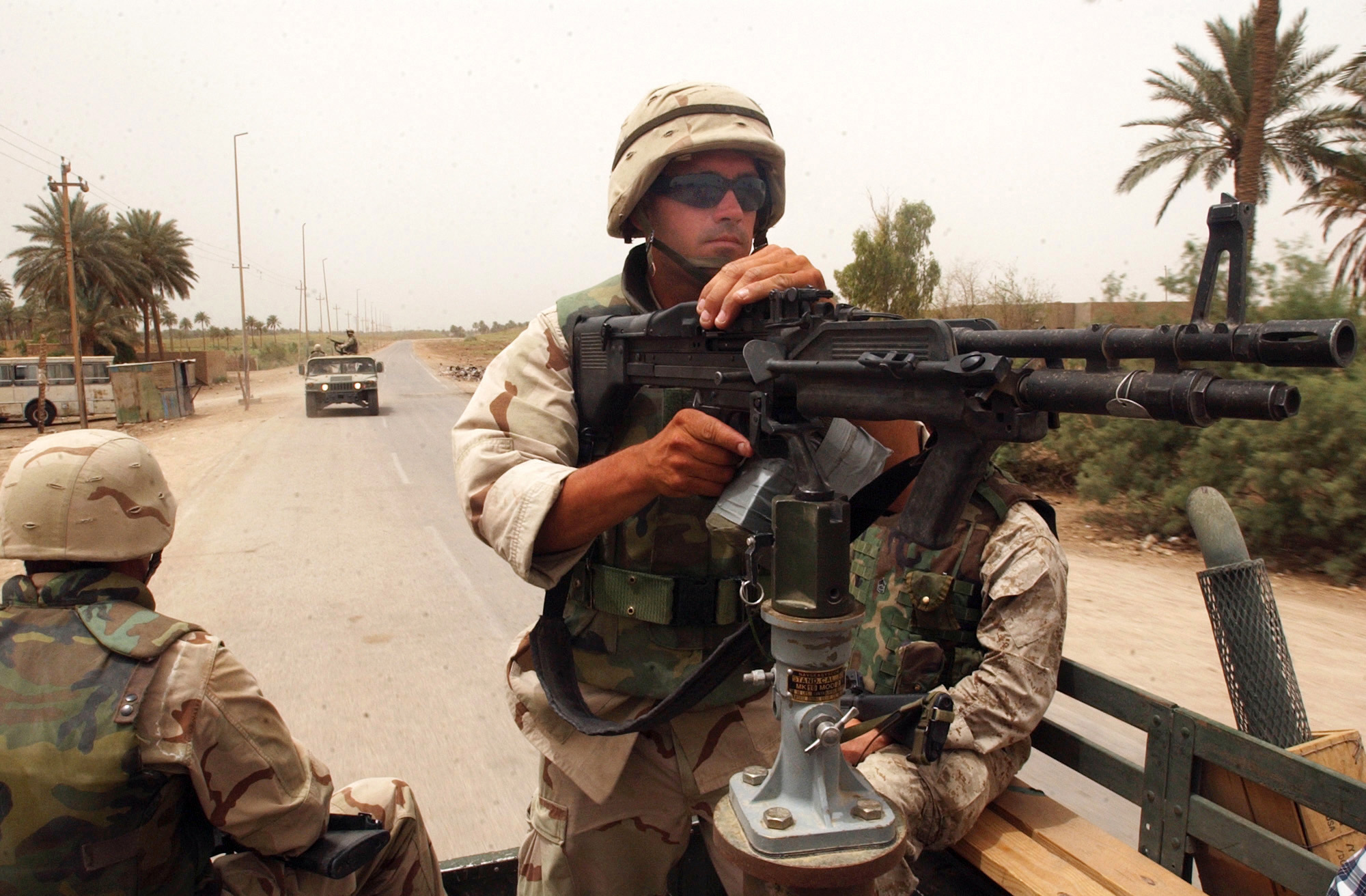
Стационарный M60E4, занятый морпехом Мобильный инженерно-строительный батальон ВМС США, конвой в Ираке, май 2003 года.

В остальном характеристики пулемёта только ухудшились: ресурс более лёгкого ствола до смены составил всего 100 выстрелов непрерывным огнём, а уже 200—250 выстрелов непрерывным огнём могли полностью вывести ствол из строя. Передняя пистолетная рукоятка, введённая вместо цевья, приводила к ожогам рук. Из-за уменьшившейся массы ухудшилась устойчивость пулемёта при ведении огня. При всем этом, проблемы с частыми поломками в затворной группе так решены и не были.
В 1995 году на вооружение морской пехоты и ВМФ поступила новая модификация пулемёта — M60E4, являющаяся развитием предыдущей его модификации. Пулемёт M60E4 имел усиленную сошку, улучшенный приёмник, более живучий ствол, посадочное место под кронштейн прицела (оптического или ночного), а также более надежную работу спускового механизма. С целью проверки живучести ствола M60E4 был проведен эксперимент с беспрерывным отстрелом 850 патронов в лентах за 1 минуту 45 секунд, которые M60E4 отстрелял без перебоев и неполадок.
Помимо США пулемёты M60 поставлялись также в Египет, Южную Корею, Австралию, Тайвань, Сальвадор, Камерун и целый ряд других стран.
Низкие надёжность и боевые качества М60 уже в середине 1970-х годов вынудили американцев начать поиск нового, более удачного образца этого вида оружия. В ходе поиска нового пулемёта для вооружения перспективного танка XM1 в конце 1970-х годов М60 проиграл бельгийскому пулемёту FN MAG (между прочим, также частично созданному на базе MG 42), что положило начало закупкам и распространению последнего в американской армии под обозначением М240. Позднее ей были приняты на вооружение и другие образцы пулемётов иностранного происхождения.
Пулемёты М240 надёжнее, но на 2—3 кг тяжелее, чем М60E4. Поэтому облегчённая современная модификация М60Е4 по-прежнему состоит на вооружении Национальной гвардии и вспомогательных частей США и предлагается на экспорт, а также используется в данном и/или других вариантах такими странами как Южная Корея, Австралия, Великобритания, государствах Южной Америки и в наше время.

## Варианты
Для стрельбы применяются стандартные 7,62×51 мм патроны НАТО с обыкновенной, бронебойной, бронебойно-зажигательной и трассирующей пулями.
Варианты единого пулемёта M60:
- M60 — базовый вариант, внешне выделяющийся сошками, крепящимися к стволу, поступивший в 1957 году на вооружение Флота и Армии США;
- M60E1 — модификация пулемёта M60 с отдельными от ствола сошками и газовой камерой, а также рядом иных модификаций, сошки закреплены на газовой камере;
- M60E2 — вариант для установки на военную технику, приклад заменён на рукоятки, а спусковой крючок на гашетку;

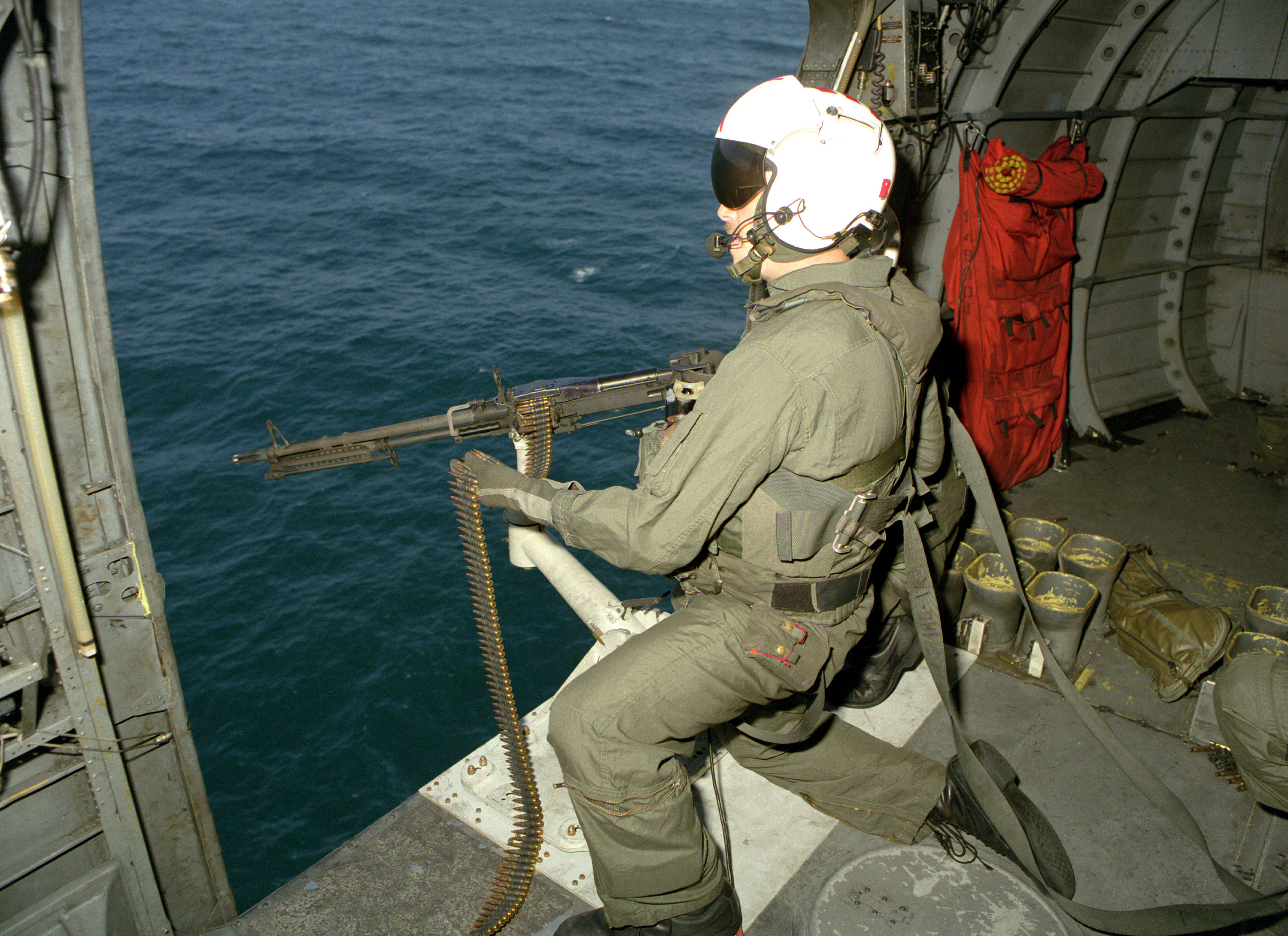
M60D установленный на вертолёте Sikorsky S-61 Sea King

- M60E3 — облегчённая модификация пулемёта M60E1 с передней рукояткой, пластиковым цевьём и рядом других улучшений;
- M60E4 (Mk.43 mod.0/1) — модификация пулемёта M60E3 с возможностью крепления оптических или ночных прицелов и рядом других улучшений;
- M60E6 — вариант M60E4, представленный на замену M/62 для Датской армии. Производится частной оружейной компанией "U.S. Ordnance-Defense Systems and Manufacturing" из штата Невада. Вес уменьшен до 9,27 кг (на 3 кг легче М/62). Скорострельность 550 выстр./мин., что более чем вдвое меньше у М/62 (1200 выстр./мин). Также внесены другие улучшения.[10][11][12]
- M60B — вариант для установки на вертолёты с пистолетной рукояткой, использовался в 1960-x — 1970-x годах, был заменён на M60D;
- M60C — вариант для установки на вертолёты с электроспуском, позволяющим пилотам производить стрельбу удалённо из кабины вертолёта;
- M60D — вариант для установки на наземную, водную и воздушную технику с рукоятками вместо приклада и гашеткой вместо спускового крючка.
- M60 Adapted — вариант адаптированный под патрон повышенной мощности XM256E1 с увеличенным убойным действием пули был разработан инженерами Фрэнкфордского арсенала специально для Вьетнамского театра военных действий, в 1975 году прошёл испытания в Форт-Беннинге, но не был запущен в серийное производство ввиду окончания войны[13].

## Производство
- США: производство было налажено следующими корпорациями[14][15]

- Bridge Tool & Die Works, Inc., Филадельфия, Пенсильвания (T52 и модификации, изготовление отдельных узлов и деталей для ранних моделей M60);
- General Motors Corp., Inland Manufacturing Division, Дейтон, Огайо;
- Maremont Corp., New England Division → Saco Defense Systems Division, Сако, Мэн (филиал вместе с лицензцией был продан General Dynamics Armament & Technical Products);
- U.S. Ordnance, Inc., Рино, Невада (единственный на данный момент амер. производитель);.

- Республика Корея: производился до 2011 года[18].
- Китайская Республика: производился до 1988 под индексом Тип 57[19][20].

## Страны-эксплуатанты

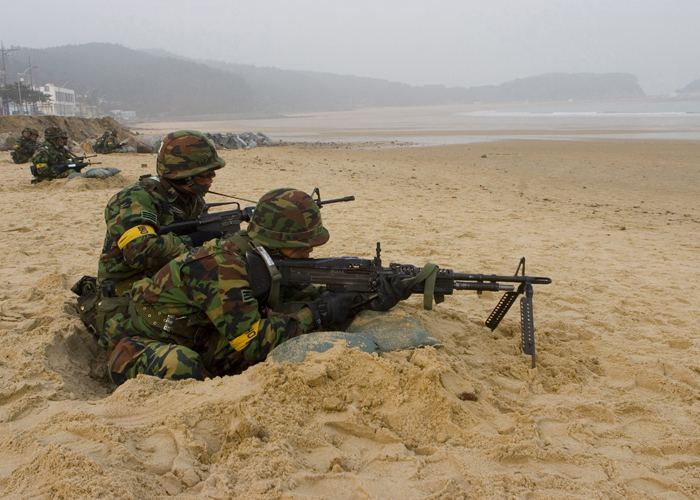
Корейские солдаты с M60 проводят высадку морского десанта в ходе учений "Foal Eagle 2007".

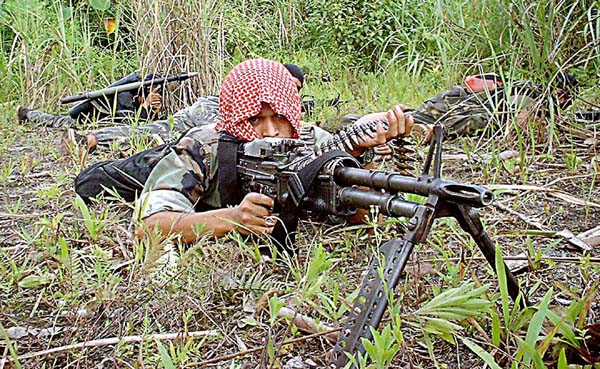
Боевик Исламского освободительного фронта моро с M60.

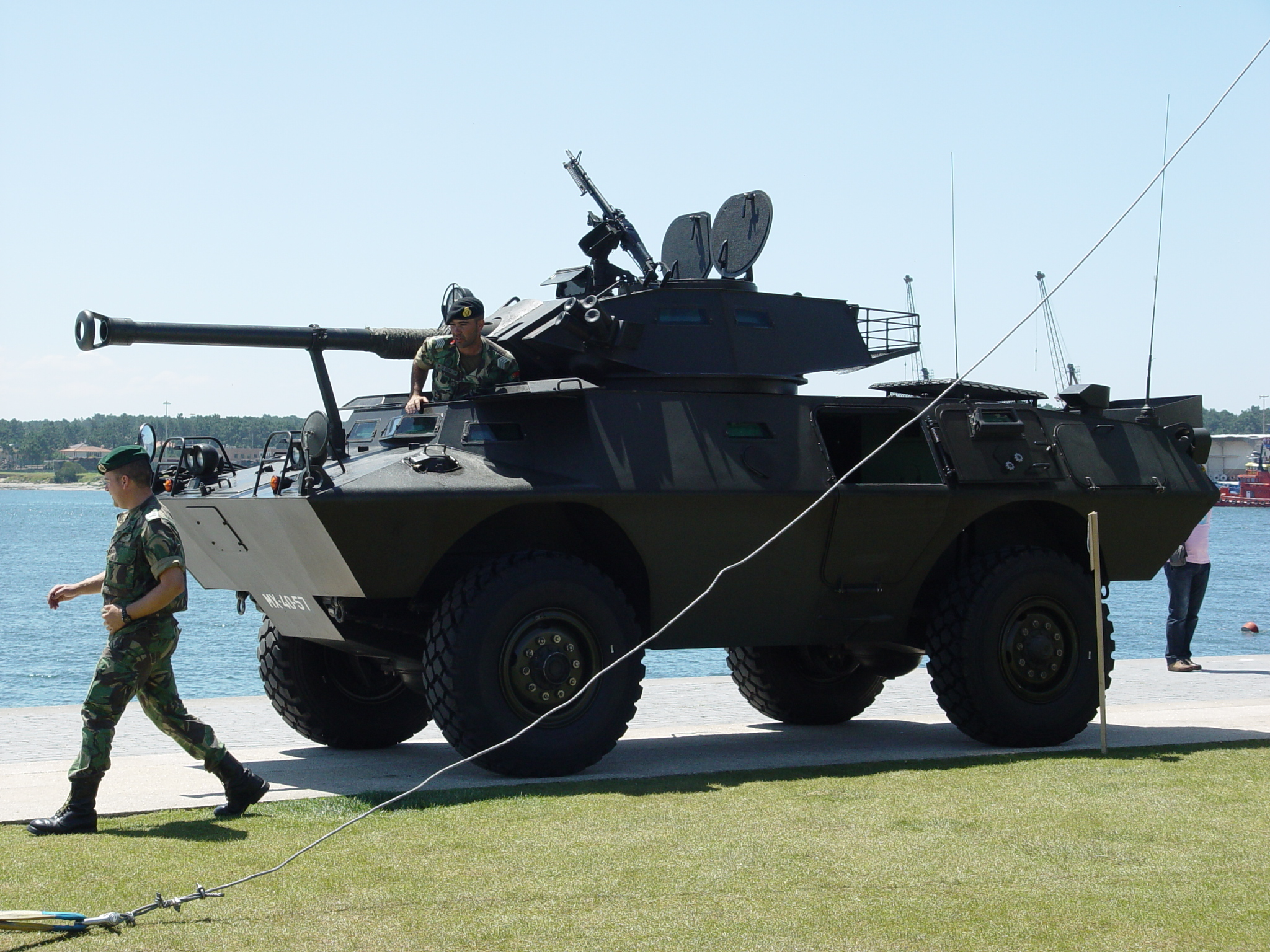
V-150 Commando португальской армии с M60D.

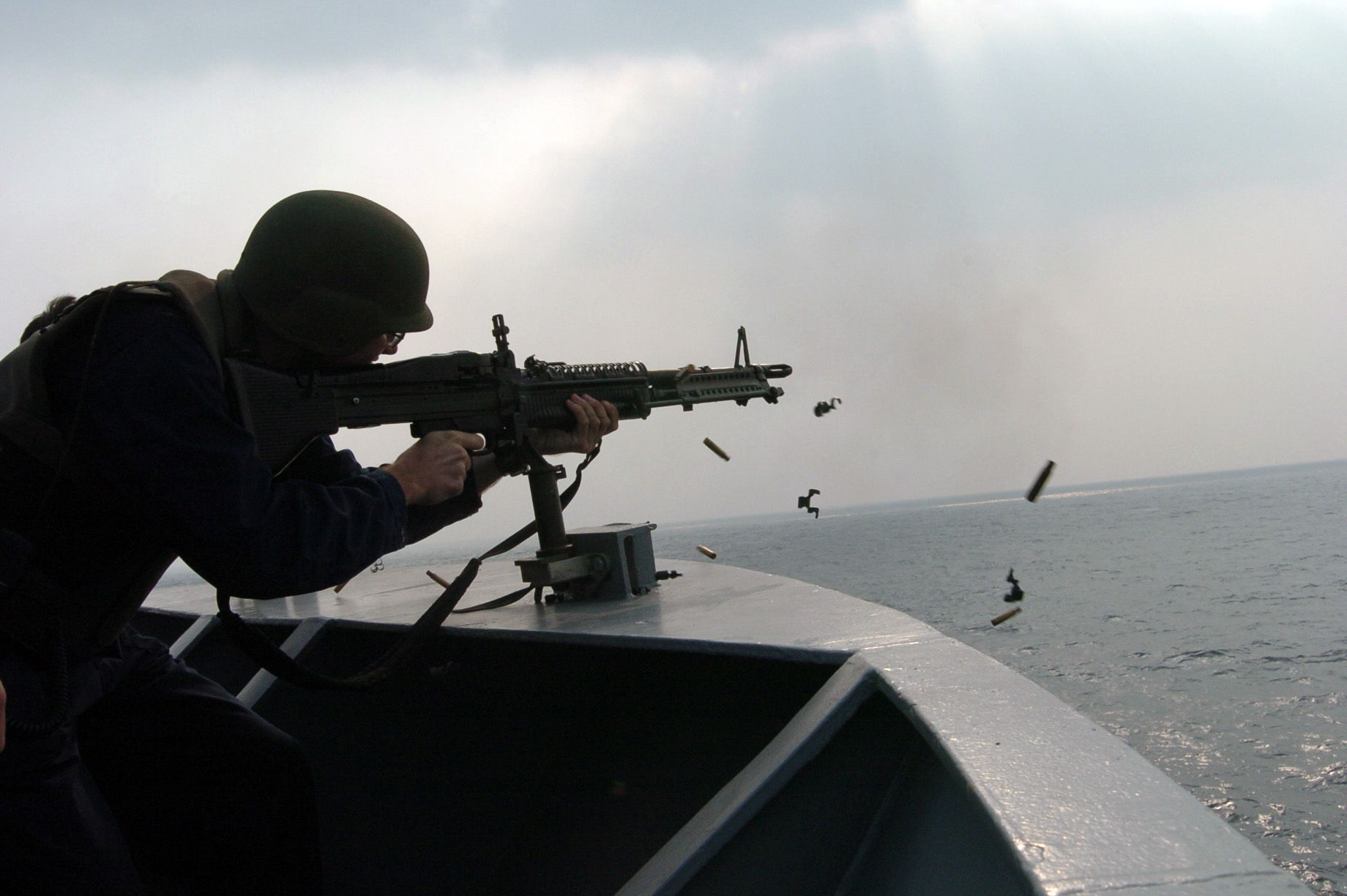
Пулемётчик ВМФ США с М60 (ноябрь 2004)

- Австралия[19]: снят с вооружения[21], постепенно заменяется на FN Minimi и FN MAG.
- Алжир[22]
- Боливия[23]
- Босния и Герцеговина[23]
- Бразилия[23]
- Великобритания: используется в Королевских ВВС; монтируется на Чинуки[24].
- Венесуэла[23]
- Вьетнам — трофейные пулемёты использовались НФОЮВ в ходе войны во Вьетнаме. Вдобавок, после окончания боевых действий в 1975 году в распоряжении осталось трофейное вооружение южновьетнамских войск (по американским оценкам, включавшее около 50 тыс. шт. пулемётов М-60 различных модификаций)[25]. Они оставались на вооружении некоторых подразделений Вьетнамской Народной армии и использовались на учениях по меньшей мере до 1981 года[26].
- Гаити[23]
- Гана[27]
- Гондурас[23]
- Греция[23]
- Дания: начиная с 2015 года, датской армией будет получено более 600 M60E6 в качестве замены M/62[28].
- Демократическая Республика Конго[23]
- Доминиканская Республика[23]
- Египет[22]
- Индонезия[23]
- Иордания[23]
- Испания[22]
- Италия[29]
- Камбоджа[30]
- Колумбия - М60[23] и М60Е6[31]
- Коста-Рика[23]
- Либерия[23]
- Ливан[32]
- Литва: в 2002 году 75 шт. М60 получены по программе «Surplus Weapons Grants» от агентства «Defense Logistics Agency» МО США[33].
- Люксембург[34]: На службе в 1957—1972 гг.; заменяется на FN MAG.
- Малайзия: M60E3 используется армейским спецназом[35].
- Марокко[23]
- Мексика[22]
- Нидерланды[22]
- Никарагуа[23]
- Панама[23]
- Папуа — Новая Гвинея[36]
- Перу[23]
- Польша: ограниченное количество М60 было приобретено вместе с фрегатами типа «Оливер Хазард Перри».[источник не указан 4218 дней]
- Португалия: португальская армия использует M60E и M60D для монтажа на V-150 Commando[37].
- Республика Корея[19]: Лицензионное производство 1974—2011[18]. Заменён на К12[38][39].
- Сальвадор[40] - в 1981-1992 гг. по программе военной помощи из США были получены 1142 пехотных пулемёта M60 и более 100 пулемётов M60D[41]
- Сенегал: получены в подарок 2500 M60 в 2002 году от Defense Logistics Agency МО США[33].
- Сент-Винсент и Гренадины[23]
- Судан[23]
- США: используется Армией США[42] и SEAL[43].
- Китайская Республика: производился под индексом Тип 57[19][20].
- Таиланд[23]
- Тринидад и Тобаго[23]
- Тунис[23]
- Турция[44]
- Уганда[23]
- Украина некоторое количество М60Е4, преимущественно в виде станкового пулемёта, но широкое использование получило во время Вторжения России на Украину.
- Фиджи[23]
- Филиппины[23]
- Чехия: M60E4 используются частью спецподразделений Чешской армии[45]. Известно приобретение М60 601-м отрядом спецназа в 2006 для замены пулемётов UK vz. 59L[46].
- Чили[23]